# Баварский орден «За заслуги»
Баварский орден «За заслуги» (нем. Bayerischer Verdienstorden) — высшая награда Свободного государства Бавария — земли ФРГ. Орден учреждён законом Баварии от 11 июня 1957 года. Закон вступил в силу с 1 октября 1957 года.

## Правила награждения
Орден является знаком признательности за выдающийся вклад в развитие Свободного государства Бавария и баварского народа.
Орден имеет одну степень.
Орденом могут награждаться мужчины и женщины любой национальности.
Орден присуждается ежегодно. Решение о награждении принимает министр-президент Баварии. Право представлять кандидатов имеют государственные министры Баварии.
Рассмотрение кандидатур министром-президентом происходит совместно с Орденским консультативным комитетом, который состоит из председателя ландтага, председателя сената и заместителя министра-президента. Комитет принимает свои решения большинством голосов.
Количество живых кавалеров не может превышать 2000 человек.
Решения о награждении публикуются в «Официальном вестнике Баварии».

## Описание ордена
Знак ордена имеет форму мальтийского креста, с двух сторон покрытого бело-голубой эмалью. В центральном медальоне баварский герб, с обратной стороны золотой баварский лев на чёрном фоне.
Мужчины носят орден на шейной ленте, а женщины — на нагрудном банте из орденской ленты. Вместо знака ордена может носиться миниатюра или розетка ордена.